# Russefeiring

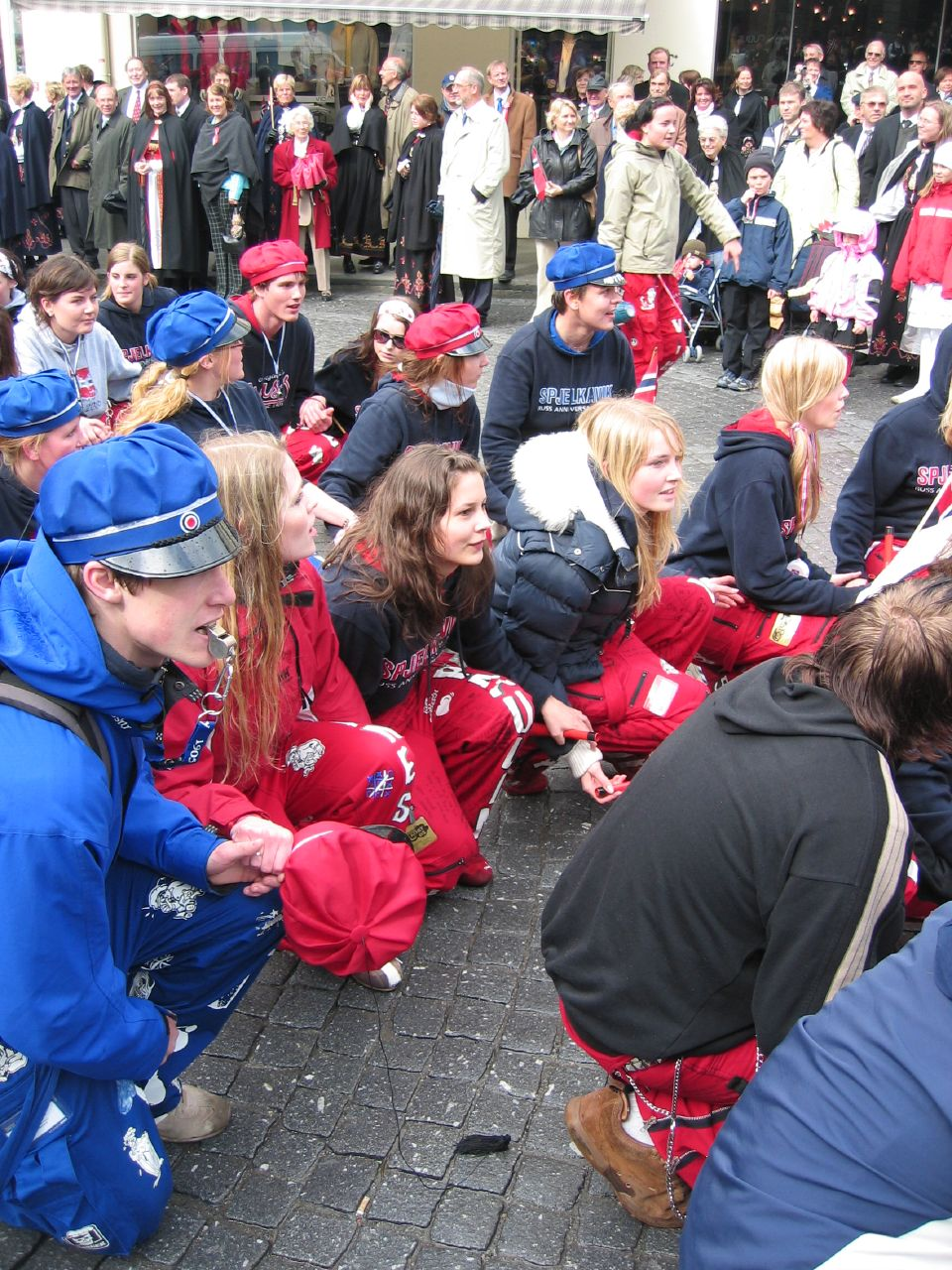
Russ de 2005 - desfile de 17 de maio em Oslo, Noruega

O Russefeiering é uma celebração tradicional para os alunos do ensino médio Norueguês em seu semestre final da primavera. Os alunos que participam das celebrações são conhecidos como russ. O russefeiring começa tradicionalmente por volta de 20 de abril (com algumas começando mais cedo ou mais tarde, dependendo do município ou região) e termina em 17 de maio, o Dia da Constituição Norueguesa. Os participantes usam macacões coloridos (geralmente vermelhos, azuis ou pretos). Alguns formam grupos que nomeiam ônibus, carro ou van (geralmente criando um nome ou logotipo). Alguns comemoram quase continuamente durante esse período. Embriaguez e distúrbios públicos estão regularmente ligados à celebração.

## História
O moderno 'russefeiring' norueguês remonta a 1905, quando os bonés vermelhos 'russ' (russelue) foram introduzidos nas celebrações da graduação do 2º grau como um sinal da iminente aceitação no sistema de ensino superior. Os bonés foram inicialmente usados apenas por meninos e foram inspirados por estudantes  Alemães, que em 1904 usavam bonés dessa cor quando visitaram a Noruega. Em 1916, os bonés azuis foram introduzidos na Escola de Comércio de Oslo, uma prestigiada escola especializada em economia, a fim de separá-los dos graduados comuns. Posteriormente, as celebrações foram gradualmente ampliadas, macacões de cores semelhantes (trajetos Russ) foram adicionados e os bonés foram guardados para o último dia das celebrações.
Bjørnstjerne Bjørnson, laureado com o Prêmio Nobel de Literatura, tentou transmitir o espírito da celebração russ no poema "Jeg velger meg April" ("Eu escolho abril"). O russ figurou em vários poemas e letras de músicas, especialmente aqueles do início do século XX.
Com o passar do tempo, os alunos que se formaram em cursos profissionais foram autorizados a participar das comemorações, e cores adicionais gerais e de boné foram gradualmente introduzidas por alguns dos alunos. As celebrações se tornaram uma festa geral do fim do ensino médio (videregående skole).
Na Noruega, a maioria dos alunos faz 18 anos logo antes da russefeiring. A idade de 18 anos é o limite de idade para comprar álcool e obter carteira de motorista. Portanto, as festividades crescentes também levaram ao aumento do consumo de álcool e, nos anos 70, a tradição de comprar carros antigos, vans, ônibus e até caminhões e pintá-los nas mesmas cores que os macacões se tornou comum.
Esses carros seriam extensivamente decorados e serviriam como casas móveis e locais de festas para o russo durante a russefeiring. Seriam equipados com mesas, cadeiras, beliches, sistemas de som e iluminação e buzinas melódicas. Esses veículos foram nomeados russebiler (carros russs). Nos anos 80, tornou-se bastante comum arrancar os leitos de carga dos caminhões e construir cabines de madeira nos caixilhos. No entanto, devido a questões de segurança, essa prática foi proibida no início dos anos 90. Também foram introduzidas regulamentações que exigiam que todo veículo russ tivesse um motorista não russ designado. Isso, juntamente com a política de não tolerância ao consumo de álcool pelos motoristas, introduzida no final dos anos 90, reduziu bastante o número de acidentes envolvendo veículos rusos.
Os carros e ônibus de Russ se reúnem para festas improvisadas nas dependências da escola, nos estacionamentos, nas praias e em outros locais adequados. Às vezes, até várias centenas de carros e ônibus se reuniam num só lugar. Eventualmente, esses eventos são organizados por interesses comerciais, empresas também assumem a responsabilidade pela segurança dos participantes. Os russ ainda reúnem seus veículos para festas improvisadas, mas em menor número.
No início dos anos 2000, as autoridades estavam mais uma vez preocupadas com o impacto das festas e do consumo de álcool durante a tais festas. Na tentativa de reduzir a extensão das comemorações, alguns dos exames finais nas escolas públicas foram transferidos para o início de maio. Tradicionalmente, tudo isso acontecia no final de maio e no início de junho. A idéia era que forçar os alunos a se prepararem para os exames em vez de festejar reduziria a extensão do problema. No entanto, isso não teve um efeito perceptível, e a resistência das organizações de alunos retomou os exames, com o argumento de que o único efeito era ter os alunos sacrificando notas por festas.

## Duração
As festividades começam a qualquer momento entre 11 de abril e 1º de maio (datas diferentes para cada cidade). Nesta data, o russ pode vestir o macacão, embarcar nos veículos e tornar-se oficialmente russ. A partir de então, as comemorações continuam quase sem parar até 17 de maio (o Dia da Constituição Norueguesa). Neste dia, os russ recebem seus bonés e participam dos tradicionais desfiles de 17 de maio. Enquanto isso, existem vários eventos cada vez menores para a russ participar. As datas das maiores festas são geralmente as primeiras em que os alunos são batizados com nomes personalizados russ escritas em maiúsculas no 16 de maio, que é a segunda maior noite de festas, pois essas duas datas são seguidas por feriados nacionais de maio.

## Função
Russefeiring é uma tradição de longa data e um grande fenômeno cultural na Noruega. Além de celebrar o fim iminente de 12 ou 13 anos de escolaridade obrigatória, também se tornou um rito de passagem para a vida adulta e um adeus aos colegas de classe do [videregående skole (ensino médio) que agora seguirão caminhos separados em busca de emprego ou ensino superior. É, portanto, um período importante na vida da maioria dos adolescentes noruegueses.
No período, existem vários russetreff, traduzidos como encontros de russ . Nesses eventos, dez milhares de russ se encontram numa área alocada por um ou mais dias. Existem shows, competições de ônibus em vários quesitos (ônibus com os melhores sistemas de som, melhores sistemas de iluminação, melhor design, ônibus do ano e "O Senhor dos Anéis"), e venda de cerveja e comida.
Embora a russefeiring seja opcional, há poucos alunos que não participam de forma alguma, embora a extensão do envolvimento varie individualmente. No entanto, existem alunos que, por razões pessoais ou religiosas, não consomem álcool e, portanto, se opõem à natureza de muitas das celebrações, que contribuem para sua imagem como "treukersfylla" ("a farra de três semanas") . Esses alunos não participam de festividades comuns no mesmo grau que outros russos e às vezes criam seus próprios eventos, como o "kristenruss" ("russ cristão").

### Cores
Existem vários tipos diferentes de russ que se diferencian cor dos bonés e dos uniformes tradicionais que a maioria dos estudantes usaa durante todo o período russ. A cor dos uniformes geralmente reflete que tipo de estudo a pessoa está concluindo (veja abaixo). No entanto, em algumas regiões como Stavanger, a cor é determinada pela escola. Normalmente nessas áreas, se o diretor da escola foium russ azul, os alunos também serão azuis, independentemente do que estivessem estudando (os estudantes profissionais ainda serão geralmente russ pretos).
Vermelho (vermelho)
 Allmennfag  (estudos gerais) (matemática, física, biologia, história, literatura, inglês etc); mídia e comunicação, arte, música, dança e teatro; e atletismo. Essa é a cor mais comum.
Azul (azul)
Estudos de administração de empresas (Økonomi & Administrasjon)
Preto (svartruss)
Cursos profissionalizantes (como eletrônica, carpintaria ou programas de culinária). Como os estudos profissionais noruegueses consistem em 2 anos de escolaridade e 1 ou 2 anos de aprendizagem, o russ preto) pode optar por comemorar no final da escola, no final da aprendizagem, ou em ambos. Alguns russ vermelhos escolhem o preto para se destacar, embora a maioria dos russ vermelhos e azuis não os reconheçam como russ reais. De fato, como a maioria dos russ negros tem menos de 18 anos de idade, eles optam por pedir o macacão vermelho para entrar em sites de festas onde apenas os maiores de 18 anos são permitidos.
Verde (grønnruss)
Cursos agrícolas, também usados por alguns como uma alternativa ao  russ  laranja..
Branco (hvitruss)
Em algumas regiões, estudantes de atletismo ou de saúde usam uniformes brancos. O russ cristão que escolhe celebrar sem álcool às vezes usa essa cor, mas geralmente usa as mesmas cores que seus colegas de classe. O "russ" cristão pode formar seus próprios grupos para se divertir juntos, sem a pressão dos colegas em relação ao consumo de álcool e ao cumprimento dos requisitos dos nós
Diversos
Ocasionalmente, as crianças do último ano do jardim de infância vestem-se como russ "rosa (rosaruss), ou as meninas com russ "rosa" e os meninos com russ azul”. Em alguns lugares, os alunos que terminam o último ano do ensino médio ( ungdomsskolen ) vestem-se com russ "laranja ( oransjeruss ) ou russ "verde (grønnruss). Essas celebrações não se tornaram muito comuns.

## A Comando do russ
É comum chamar o presidente do rus pelo nome de um coordenador do partido, um editor de jornal, algum jornalistas, uma pessoa responsável pela contracepção e alguns outros títulos engraçados, etc. para algum russ.
O presidente do Russ é responsável por tudo o que está ocorrendo com o russ e concede uma entrevista a um jornal local e faz um discurso no Dia da Constituição. O coordenador organiza festas com temas diferentes (por exemplo, "O que você vai ser quando tiver educação completa?", "Mau gosto" e "dia das bruxas"). O editor do jornal e os jornalistas fazem um jornalzinho do russ. O responsável contraceptivo recebe alguns milhares de preservativos da Cruz Vermelha para distribuir no russ (a Cruz Vermelha decidiu doar preservativos de graça para os russ por causa do aumento maciço de clamídia, herpes e gonorreia após maio de um ano).

## Nós e eventos
A palavra Ståkuka se traduz aproximadamente com 'uma semana barulhenta', mas há um jogo de palavras envolvidas como "ståkuk" significa literalmente "pênis ereto". Ståkuka é a última semana de abril, onde há diferentes temas para vestir. Há um tema diferente para cada dia e os temas típicos são:
- Dia de mudar de sexo
- Dia do exército
- Dia do pijama
- Dia do herói
- Dia Emo
- Dia de negócios

No dia do exército, é muito comum escolas diferentes ou russ de cores diferentes "atacarem-se" uns aos outros com balões de água e armas de água. Frequentemente, os alunos mais jovens são feitos reféns e mergulhados na água.
Isso geralmente é desaprovado por professores e funcionários da limpeza, pois as janelas tendem a ser quebradas e os corredores tendem a ficar encharcados.

### Nós
Os nós de russ (em norueguês:   Russeknuter) na corda dos bonés russ são uma grande variedade de recompensas, sinalizando que o aluno realizou uma certos ~exitos durante o período russ. Eles podem ser simples nós ou fichas presas à corda. Listas de tarefas e nós associados são divulgadas anualmente por comitês russ em escolas e comunidades. O nó geralmente consiste em um item que representa uma realização bem especial. Por exemplo, atravessar o banco de trás de um carro e parar em um sinal vermelho (inspirado no anúncio de televisão para o doce  Mentos para ganhar um pedaço de embalagem do doce. A lista de nós russ foi introduzida pela primeira vez na década de 1940.
As regras do nós às vezes são criticadas porque podem envolver atos ilegais, como nudez pública ou relações sexuais públicas, agressão direta e possivelmente ações auto-prejudiciais, como consumir grandes quantidades de álcool em um curto espaço de tempo (ganhando um tampa de cerveja ou rolha de vinho). Existem outras tarefas mais benignas, como colocar uma placa "à venda" em um carro da polícia ou passar a noite na casa de um professor e fazer seu café da manhã, tudo sem ser notado. Contando listas nacionais e locais, pode haver centenas de tarefas diferentes que podem ser executadas para ganhar nós, com enormes variedades entre distritos e escolas individuais. Devido a críticas na mídia, muitos dos nós russ são removidos e substituídos por outros nós todos os anos para diminuir seu impacto severo nos estudantes. Alguns dos nós anteriores foram fisicamente perigosos quando envolve beber 24 garrafas de cerveja dentro de 24 horas ou colocar meia caixa de snus (tabaco úmido) sob o lábio durante um certo período de tempo. Isso pode levar a intoxicação por álcool e danos cerebrais graves.

Alguns exemplos de nós russ:
- Passar a noite em uma árvore (ganha um galho da árvore)
- Comer um hambúrguer Big Mac em duas mordidas (ganha um pedaço do embrulho)
- Beber uma garrafa de vinho em 20 minutos (ganha a rolha)
- Rastejar num supermercado enquanto late e morde as pernas dos clientes (ganha um biscoito de cachorro)
- Passar um dia na escola rastejando nas mãos e nos joelhos (ganha um sapato de brinquedo)
- Passar o período russ inteiro sóbrio (ganha uma rolha de bebida com gás)
- Beber 24 cervejas em 24 horas (meninas) ou 12 horas (meninos)
- Nadar antes de 1 de maio
- Pergunte a pessoas aleatórias em um shopping se elas podem emprestar um a preservativo (ganha o preservativo)
- Encenar uma falsa briga com um(a) jovem aleatória de 16 anos em público
- Sentar-se em uma rotatória com uma placa dizendo em norueguês: "Vi drikker hvis dere tuter!" ("Vamos beber se você tocar sua buzina!").
- Organizar uma aula de aeróbica no pub local e obter pelo menos dez pessoas para participar.

É comum que toda escola tenha cerca de 100 nós. Se um russ faz 50 ou 70 deles, ele ou ela pode optar por fazer três nós embaraçosos ou difíceis para se tornar um eliteruss.
Alguns exemplos de nó de eliteruss:
- Tatuar Russ e o ano em que ele(a) foi russ em seu corpo (por exemplo, "Russ 09").
- Dar uns amassos com 10 pessoas em uma noite.
- Dar mais de 1.000  NOK à caridade.
- Pintar os cabelos na cor de seu russ (preto, vermelho ou azul).

Antigamente, os grupos russ costumava viajar em um caminhão aberto, usado como estava ou com uma cabana de madeira feita à mão adicionada à área de carga. Hoje, grupos de russ costumam se reunir para comprar uma van russ. No leste da Noruega, como a capital Oslo, o elegante subúrbio de Bærum e outras cidades e áreas vizinhas, a russ costuma optar por um ônibus em grande escala. Este fenômeno também ocorre na cidade de Stavanger e arredores. As vans Russ normalmente têm entre 15 e 20 anos de idade,  Volkswagen Caravelle ou Chevy Vans] O veículo é pintado na  respectiva cor russ, seja por pulverização profissional ou por tinta de parede comum. Decalques e outras decorações são comuns.
Os veículos Russ comprados baratos têm uma reputação de estar em péssimas condições técnicas. Motoristas inexperientes e intoxicados e, em alguns casos, até derramamentos de álcool altamente inflamáveis, contribuíram para acidentes de trânsito fatais e incêndios nesses veículos. A polícia norueguesa participa de um esforço conjunto para melhorar a situação. Os russ que adquirem um ônibus são obrigados por lei a contratar um motorista profissional durante a celebração, enquanto os motoristas de van podem ser um irmão mais velho, amigo ou um  russ  que opta por se abster de álcool.
No veículo "russ", a tradição moderna exige um poderoso equipamento de áudio dentro do veículo e em ônibus também no teto (os maiores sistemas permitidos têm quarenta caixas de som que podem gerar mais de sessenta mil watts e estar entre os melhores sistemas de som no mundo, rivalizando com os usados por artistas famosos em turnês), estar entre os melhores sistemas de som do mundo, rivalizando com os usados por artistas famosos em turnês" . Alguns ônibus possuem mais de 60 caixas de som. Outros acessórios incluem blusas e bonés com o logotipo escolhido pelo grupo e uma música ou slogan de ônibus. Também é comum ter algum tipo de tema para o interior e seu nome / conceito. Muitos ônibus têm um interior temático caro, às vezes um bar e muitas telas planas. Um sistema de iluminação de festa também é comum em ônibus.
Esses ônibus podem ser um grande fardo financeiro; ocorreram contribuições de até US $ 30.000 por membro. Em alguns casos, os pais do adolescente investem a maior parte do dinheiro necessário para os ônibus. No entanto, a média está entre US $ 2000 e US $ 6000 por membro. Incluindo patrocinadores, o custo de um ônibus pode atingir mais de US$ 200 mil a 250 mil.
Enquanto alguns estão dispostos a gastar quantias muito altas de dinheiro durante as festividades russ, principalmente em van / ônibus, mas também em roupas, efeitos, festas (existem acontecimentos especiais para russem todo o país) e álcool, a maioria visa comprar um van barata junto com um grupo de amigos. Uma van velha pode ser passada para a próxima geração de russ várias vezes antes de ser descartada.
É costume gastar uma quantidade substancial de tempo trabalhando no veículo, encontrando um conceito, reformando o interior, pintando o exterior e solicitando financiamento durante as semanas (e às vezes anos) antes do início das festividades. Os logotipos dos patrocinadores são gravados no veículo, juntamente com outras decorações. Alguns realizam grandes reformas no interior, como construir um balcão de bar ou camas dentro do ônibus. Não é incomum começar a planejar o ônibus vários anos antes da celebração. Tudo na celebração russ é tratado pelo próprio russ, exceto pelos eventos maiores. Nesses eventos, encontraremos lojas onde se vendem álcool e alimentos, artigos de artistas internacionais e o mais importante, "russekåringen" ("The Russ Awards"), onde designam os diferentes ônibus como vencedores do melhor tema, design de interiores, sistema de som, sistema de iluminação, melhor ônibus ao vivo e o mais prestigiado; o ônibus do ano.

### Cartões (Russekort)

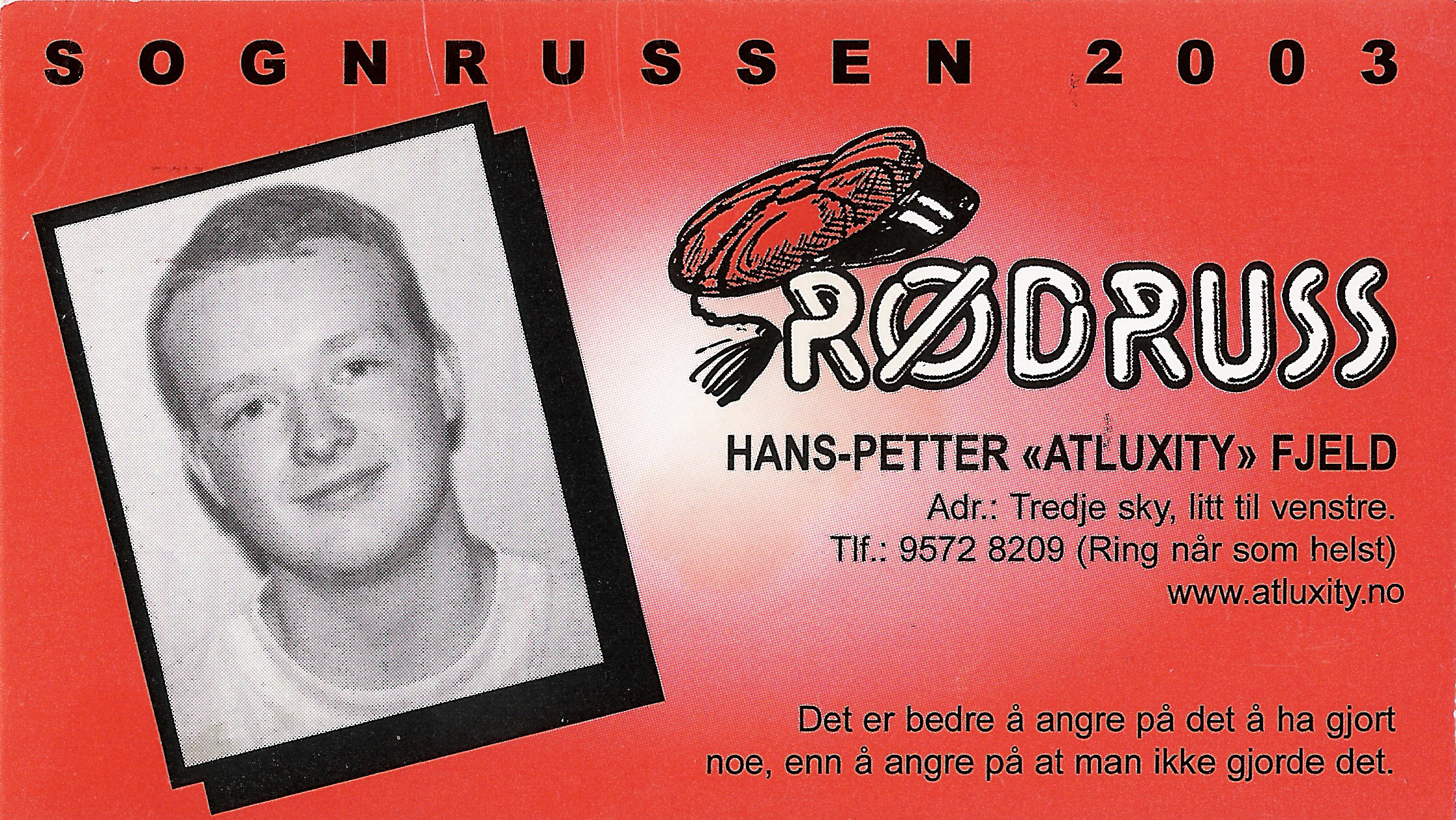
Russekort de 2003

A maioria dos russ possui cartões telefônicos personalizados com o nome, a fotografia e um pequeno slogan. Estes cartões são trocados por outros russ e entregues a crianças e familiares. Para muitas crianças, colecionar cartões  russ  é uma atividade importante durante todo o período russ, mas principalmente em maio, culminando em 17 de maio.

### Jornais (Russeavis)
Para financiar alguns dos custos administrativos, muitas escolas de ensino médio criam jornais 'russ' contendo notícias falsas, uma coluna escrita pelo presidente 'russ', regras oficiais para a escola específica e outros conteúdos, principalmente humorísticos. A característica mais importante de um jornal  russ , no entanto, é uma seção que apresenta a cada turma e a todos os alunos uma fotografia e uma biografia personalizada, tipicamente escrita por amigos em estilo jocoso e satírico. A classe também pode escrever uma entrada semelhante no professor principal; o professor, por sua vez, escreve sobre a turma. Um jornal russ é escrito e publicado